# Albinów (Łódź)
Albinów es una localidad del distrito de Zgierz, en el voivodato de Łódź (Polonia). Se encuentra en la zona central del país, dentro del término municipal de Głowno, a unos 8 km al este de la localidad homónima y sede del gobierno municipal, a unos 31 al nordeste de Zgierz, la capital del distrito, y a unos 33 al nordeste de Łódź, la capital del voivodato. Entre 1975 y 1988, Albinów formó parte del antiguo voivodato de Łódź.
- Datos: Q4712459